# Jéger Zsombor
Jéger Zsombor (Debrecen, 1991. március 16. –) magyar színművész.

## Életpályája
1991-ben született. Már ötévesen szerepelt a debreceni Csokonai Színház A dzsungel könyve című előadásában. Később több gyerekszerepre is hívták. Gimnáziumi érettségijét esti tagozaton szerezte. 2016-ban végzett a Színház- és Filmművészeti Egyetemen. 2016-2025 között az Örkény Színház tagja volt, ahol egyetemi gyakorlatát is töltötte.
Hegedűn játszik, mellette szinkronizál is.

### Magánélete
Édesapja Jéger Attila zongorahangoló, édesanyja Jéger Margó magyartanár. Debrecenben nőtt fel két testvérével: Jéger Dorottyával és Jéger Jankával.
Felesége Kaderják Eszter.

## Filmes és televíziós szerepei
- Kincsem (2017)
- Jupiter holdja (2017) ...Aryan Dashni
- Alvilág (2019) ...Fiatal Pista
- Mellékhatás (2020–2023) ...Csula
- A tanár (2021) ...Jakab
- A hattyú (2022) ...Arzén
- A Séf meg a többiek (2022) ...Milán
- A besúgó (2022) ...Antal
- Hunyadi (2025) ...Abdullah

## Szinkronszerepei
- Dunkirk (film, 2017) Harry Styles magyar hangja
- A kísértet (film, 2017) Casper magyar hangja
- Cobra Kai (2018-2025) Tanner Buchanan magyar hangja
- Aladdin (film, 2019) Aladdin magyar hangja
- Bohém rapszódia (film, 2019) Roger Taylor magyar hangja
- 6underground (film, 2019)
- Te (sorozat, 2019) Joe magyar hangja
- Szólíts a neveden (film 2017) Elio magyar hangja
- Miután (film, 2019) Hardin Scott magyar hangja
- Billy/4es magyar hangja
- Gyilkosság az Orient expresszen – Szerhij Polunyin
- Castlevania – Démonkastély: Noktürn (animáció, 2023) Richter Belmont magyar hangja (Edward Bluemel)
- Az Usher-ház bukása (tévésorozat, 2023) Prospero ’Perry’ Usher magyar hangja (Sauriyan Sapkota)
- Verdák 3. (film, 2017) Bubba Wheelhouse magyar hangja (Bubba Wallace)
- Dűne (film, 2021) Paul Atreides magyar hangja (Timothée Chalamet)
- Wonka (film, 2023) Willy Wonka magyar hangja (Timothée Chalamet)
- Dűne: Második rész (film, 2024) Paul Atreides magyar hangja (Timothée Chalamet)
- Az Igazság Ligája (film, 2017) Barry Allen / Flash magyar hangja (Ezra Miller)
- Flash – A Villám (film, 2023) Barry Allen / Flash magyar hangja (Ezra Miller)
- Bosszúállók: Ultron kora (film, 2015) Pietro Maximoff / Higanyszál magyar hangja (Aaron Taylor-Johnson)

## Színházi szerepei

### Örkény Színház
- Mese az igazságtételről, avagy A hét szamuráj, 2015
- Jarry: Übü király, vagy a lengyelek, 2014
- Ödön von Horváth: Mesél a bécsi erdő – Erich, 2016
- Shakespeare: IV. Henrik, 2017
- Thomas Mann: József és testvérei, 2017
- Szép Ernő: Patika – Jóvér Jani, írnok, 2018
- Franz Kafka: Az átváltozás – Irodavezető, Kisfiú, Samsa-kórus, 2018
- Gorkij: A mélyben – Aljoska, 2019
- Jean-Paul Sartre: A legyek – Oresztész, 2019
- Zűrzavar 2045 – Gyinke, gyakornok, 2020
- 33 álom, 2021
- Molnár Ferenc: Liliom – A Hollunder fiú, 2022
- Fekete Ádám: Hat medúza egy tepsiben – Zsombor, György ebe (Szív) / Üzér, 2023

### Egyéb
- Waiting for Godot – Boy (Csokonai Színház, Debrecen, 2002)
- A kis herceg – Kis herceg (Csokonai Színház, Debrecen, 2004)
- Shakespeare: Hamlet-Színészkirály (Zsámbék, 2004)
- Molnár: A Pál utcai fiúk – Hegedűs (Csokonai Színház, Debrecen, 2007)
- Peter Pan – Michael (Csokonai Színház, Debrecen, 2012)
- Hauptmann: A bunda – Mitteldorf (Ódry Színpad, 2014)
- Molière: Don Juan – Gusman (Ódry Színpad, 2014)
- Térey János: NIBELUNG beszéd – Hagen (Ódry Színpad, 2014)
- Borbély Szilárd: Nincstelenek (Ódry Színpad, 2014)
- Bartha Lóránd: Száraz – Szonja (Jurányi Inkubátorház, 2014)
- A vörös tehén – Kálmán (Vígszínház, 2015)
- Adieu Paure Carneval (Ódry Színpad, 2015)
- Euripidész: Andromakhé (Sanyi és Aranka Színház, 2015)
- Genet: Said – Said (Trojka Színházi Társulás, 2015)
- Száll a kakukk fészkére (Orlai Produkciós Iroda, 2015)
- Izsó Zita: Függés – Galambos Máté (Sirály, 2016)
- Máthé Zsolt: Hon a hazában (RS9 Színház, 2016)
- Mundruczó Kornél: Látszatélet – Mészáros Szilveszter (Proton Színház, 2016)